# Iberia-Flug 602
Der Iberia-Flug 602 am 7. Januar 1972 endete für alle Insassen tödlich. Der Unfall gehörte zu den bis dahin verheerendsten Flugunfällen in der Geschichte der spanischen Luftfahrt.
Die Sud Aviation Caravelle VI-R der spanischen Fluggesellschaft Iberia startete in Madrid Barajas und flog nach einem Zwischenstopp in Valencia weiter Richtung Ibiza. Der Tower in Ibiza verlor den Funkkontakt, als das Flugzeug die letzte Schleife über der Insel zum Sichtanflug auf Landebahn 07 drehte.
Die Sicht war durch Regen, Nebel und tief hängende Wolken behindert. Daher überschätzten die Piloten ihre Flughöhe, und die Maschine prallte beim Landeanflug ungefähr 30 Meter unterhalb des Gipfels gegen einen  Berg. Bei der Explosion wurde das Flugzeug vollständig zerstört.
Die Flugschreiber konnten unversehrt geborgen werden.
Bei dem Unfall starben alle 98 Passagiere, darunter 9 Kinder, und die 6 Besatzungsmitglieder. Die Opfer waren hauptsächlich Spanier, die nach dem Jahreswechsel wieder zur Arbeit auf die Insel flogen.  Außerdem befanden sich ein Amerikaner und ein Deutscher an Bord.
Mit einer Maschine des Typs Sud Aviation Caravelle VI-R konnten normalerweise nur 80 Passagiere transportiert werden. Allerdings hatte die Fluggesellschaft zwei Wochen vor dem Unfall alle Sitze der ersten Klasse ausbauen lassen, um Platz für mehr Sitze in der zweiten Klasse zu schaffen.
Beim letzten Funkkontakt mit dem Tower, ungefähr zwölf Meilen vom Flughafen entfernt, baten die Piloten um die Erlaubnis auf 5.500 Fuß zu sinken. Außerdem wurden sie vom Towerpersonal mit folgenden Worten zitiert: „Get me a beer ready, we are here.“
An der Absturzstelle erinnert heute eine Kapelle an die Opfer.